# هوبة المجن (السياني)

تعديل مصدري - تعديل

هوبة المجن محلة تابعة لقرية الاشعاب، التابعة لعزلة المجزع بمديرية السياني إحدى مديريات محافظة إب في الجمهورية اليمنية.، بلغ تعداد سكانها 44 حسب تعداد اليمن لعام 2004.